# Gomes de Castanheda
D. Gomes de Castanheda foi um nobre medieval com origem no Reino de Castela, tendo sido Senhor de Las Hormazas, localidade do município da Espanha na província de Burgos, comunidade autónoma de Castela e Leão,.

## Relações familiares
Foi filho de Manho Guterres também conhecido como Nuno Guterres e de uma senhora cujo nome a história não regista, foi casado com Maria, de quem teve:
1. Diogo Gomes de Castanheda casou com Mor Álvares, filha de Alvar Dias e de Teresa Peres Girão
2. Joana de Castanheda casada com João Rodrigues de Sandoval.